# كينكن

كينكن هي بحيرة تقع على الحدود بين السويد و النرويج.تبلغ مساحة الجزء النرويجي (2.25 كيلومتر مربع أو 0.87 ميل مربع) وتقع في بلدية ليرن في مقاطعة نور تروندلاغ،اما الجزء السويدي تبلغ مساحته (2.85 كيلومتر مربع أو 1.10 ميل مربع) وهو يقع في بلدية كركوم في مقاطعة محافظة يمتلاند. تقع البحيرة إلى الجنوب من بحيرة رينكن.